# Сосновець (Підляське воєводство)
Сосновець (пол. Sosnowiec) — село в Польщі, у гміні Мястково Ломжинського повіту Підляського воєводства.
Населення — 75 осіб (2011).
У 1975-1998 роках село належало до Ломжинського воєводства.

## Демографія
Демографічна структура станом на 31 березня 2011 року:
|          | Загалом | Допрацездатний вік | Працездатний вік | Постпрацездатний вік |
| -------- | ------- | ------------------ | ---------------- | -------------------- |
| Чоловіки | 39      | 10                 | 26               | 3                    |
| Жінки    | 36      | 9                  | 20               | 7                    |
| Разом    | 75      | 19                 | 46               | 10                   |